# Fonctionnalités requises des données d'autorité
Les fonctionnalités requises des données d'autorité (FRAD), préalablement connues sous le nom de fonctionnalités requises pour les notices d'autorité (FRAR), ou encore spécifications fonctionnelles des notices d'autorité, est un modèle conceptuel de données d'autorité, fondé sur le modèle entité-association. Le projet a été présenté en 2004 à l'occasion du 70e congrès de l'IFLA à Buenos Aires, par Glenn Patton. C'est une extension du modèle FRBR, en y ajoutant des entités et de nombreux attributs. Il a été développé et validé en 2009 par la Fédération internationale des associations et institutions de bibliothèques (IFLA). Son objet est d'adapter les données enregistrées dans les notices d'autorité des bibliothèques aux besoins des utilisateurs et de faciliter le partage de ces données. C'est pourquoi, le code de catalogage RDA (Ressources : Description et Accès), publié en 2010, s'appuie sur les modèles de l’information bibliographique, FRBR et FRAD, puis IFLA LRM. Un vocabulaire RDF (classes et propriétés RDF) a été développé par l'IFLA pour décrire les entités et les relations du modèle sous forme de triplets RDF. 
En France, ces modèles ont pour enjeu, dans le cadre de la transition bibliographique, d'améliorer la visibilité des métadonnées des catalogues sur le web. Le code de catalogage RDA (Ressources : Description et Accès) est transposé en France sous le titre RDA-Fr : Transposition française de RDA.

## Tâches utilisateurs
Le modèle conceptuel et ses futures implémentations visent à soutenir les quatre tâches fréquemment exécutées par les utilisateurs dans le contexte d'une bibliothèque - que ce soit les usagers de la bibliothèque (concernés par les trois premières tâches), ou les bibliothécaires eux-mêmes (concernés par les quatre tâches) :
1. Trouver : trouver une entité ou un ensemble d'entités correspondant à des critères énoncés ;
2. Identifier : identifier une entité ;
3. Contextualiser : replacer une personne, une collectivité, une œuvre, etc. dans son contexte ;
4. Justifier : documenter le choix de la forme du point d'accès privilégié.

## Le modèle conceptuel: 16 entités
Principe fondamental du modèle conceptuel : les entités bibliographiques sont connues par des identifiants qui ont pour base des points d’accès contrôlés.

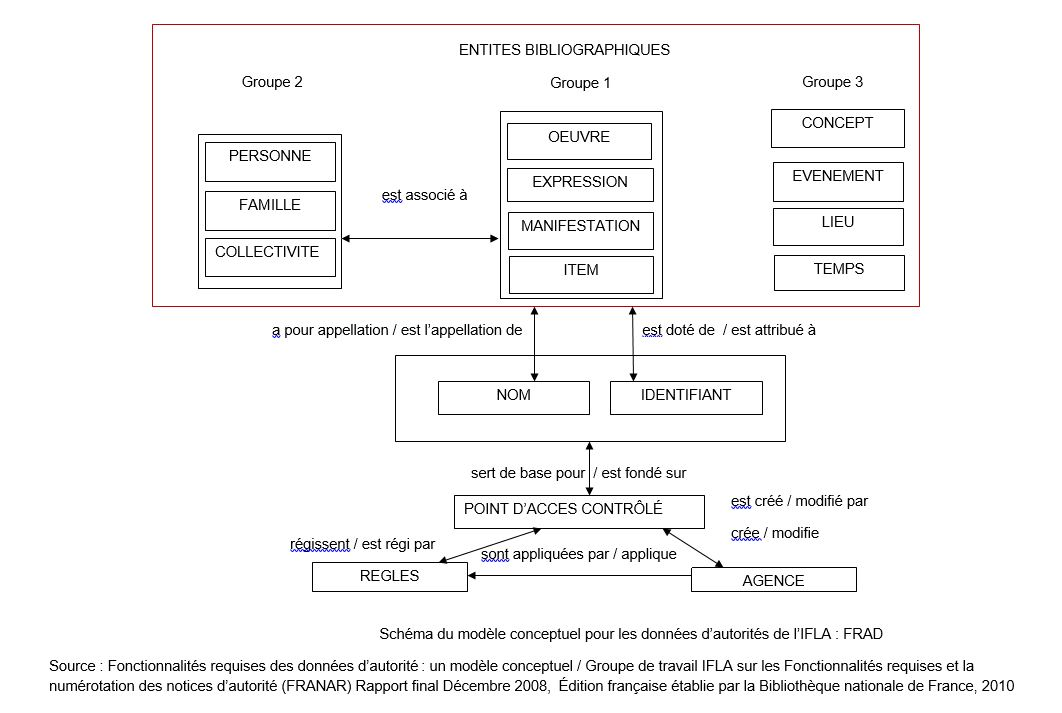
Schéma du modèle conceptuel pour les données d'autorités FRAD

### Les entités du modèle conceptuel FRAD
Par rapport au modèle FRBR, le modèle FRAD ajoute une 3e entité au Groupe 2 des entités bibliographiques : l’entité Famille : personnes liées par la naissance, le mariage, l’adoption, l’union civile, ou tout autre statut légal du même ordre, ou des personnes qui pour toute autre raison se présentent elles-mêmes comme une famille.
FRAD ajoute un groupe d’entités : l'entité Nom (caractère ou groupe de caractères ou de mots par lequel une entité est connue dans le monde réel) et l'entité Identifiant (numéro, code, mot, expression, logo, ou tout autre dispositif associé de manière univoque à une entité et visant à la différencier de toute autre entité appartenant au domaine au sein duquel cet identifiant a été attribué).
FRAD ajoute aussi 3 autres entités : le Point d’accès contrôlé (Nom, terme, code, etc. sous lequel on peut trouver une notice bibliographique ou une notice d'autorité ou un renvoi) ; les Règles de catalogage (ensemble d'instructions relatif à la formulation et/ou à la saisie des points d'accès contrôlés (formes autorisées, variantes de formes ou renvois, etc.) ; l’Agence de catalogage (organisme responsable de la création et de la modification des points d'accès contrôlés).  

### Les relations d’autorités dans le modèle FRAD
Il existe quatre grandes catégories de relations représentées dans les données d’autorité.
La première catégorie couvre les relations génériques du modèle conceptuel FRAD :
Il s'agit, par exemple des relations suivantes :« est associé à » : relation entre les entités bibliographiques du Groupe 1 (œuvre, expression, manifestation, items) et les entités du Groupe 2 (personne, collectivité, famille) ;« a pour appellation / est l'appellation de » : relation entre l’entité Nom et les entités bibliographiques ;« est doté de / est attribué à » : relation entre l’entité Identifiant et les entités bibliographiques ;« sert de base pour / est fondé sur » : relation entre les entités Nom et Identifiant d'une part et l’entité Point d’accès contrôlé d'autre part ;« régissent / est régi par » : relation entre l’entité Point d’accès autorisé et l’entité Règles ;« est créé / modifié par / crée / modifie » : relation entre l’entité Agence et l’entité Point d’accès contrôlé ;« sont appliquées par / applique » : relation entre l’entité Agence et l’entité Règles.
Les deuxième et troisième catégorie couvrent les relations spécifiques représentées par la structure de renvoi dans la notice d’autorité :
1. Relations de renvoi entre les différents noms autorisés (forme privilégiée du nom) des entités bibliographiques. Il s’agit, par exemple, de la relation séquentielle entre des collectivités dans le temps, qui s’exprime par le renvoi « voir » et une note d’information et de la relation de tout/partie pour des collections de monographie ou des numéros thématiques isolés de périodiques.
2. Relations de renvoi entre les différents noms de la personne, famille, collectivités et œuvres. Il s’agit, par exemple, de la variante de nom d’une personne (variante linguistique : Cujas, Jacques (1522-1590) et Cujacius, Jacobus (1522-1590), de la relation acronyme, sigle, abréviations pour une collectivité, de la variante linguistique pour une collectivité, du nom conventionnel d’une œuvre.

La quatrième catégorie de relations concerne les relations entre des instances particulières de l’entité Point d’accès contrôlé, représentées par les zones de lien intégrées aux notices d’autorité :
Il s’agit, par exemple, des formes parallèles dans une autre langue, des accès dans des autres systèmes d’écriture, de la relation entre le point d’accès matière et l’indice de classification correspondant (Library education et indice de classification décimale Dewey 020.7), de la relation entre un Point d’accès contrôlé et un Identifiant (Titre clé et ISSN du périodique).

## Le modèle FRAD remplacé par un modèle intégré FRBR LRM ou IFLA LRM
Le modèle conceptuel FRAD a été progressivement remplacé, entre 2015 et 2017, par le modèle intégré IFLA LRM, qui harmonise et consolide les trois modèles développés séparément par l'IFLA : FRBR pour les données bibliographiques, FRAD pour les données d’autorité et FRSAD pour les données d’autorité matière.
Les différences entre les modèles FRAD et le modèle FRBR LRM s'expliquent par le domaine d'application des modèles : le modèle FRAD prenait en compte les besoins des utilisateurs finaux et de personnels des bibliothèques alors que le modèle FRBR-LRM se focalise sur les besoins et les tâches des utilisateurs finaux.

### Les tâches utilisateurs de FRAD reprises partiellement dans le modèle intégré FRBR-LRM[6]
Le modèle intégré FRBR-LRM n’inclut pas la tâche justifier de FRAD, car celle-ci relève du travail du personnel de bibliothèque et n’entre donc pas dans son domaine d’application, qui se focalise sur les besoins informationnels d'utilisateurs finaux. De même, il n’inclut pas les tâches de création et de maintenance des métadonnées administratives et de gestion des droits, qui faisaient partie du modèle FRAD car celui-ci prenait en considération les tâches remplies le personnel des bibliothèques à des fins d’administration. Par contre, les deux tâches trouver et identifier se retrouvent dans le modèle FRBR LRM et la tâche contextualiser est incluse dans la tâche naviguer.

### Des entités du modèle FRAD renouvelées dans le modèle intégré FRBR-LRM[6]
Les entités Famille et Collectivité de FRAD deviennent des types d’une nouvelle entité Groupe du modèle FRBR-LRM. L’entité Identifiant est un type de la nouvelle entité Nomen, fusion de l’entité Nomen du modèle FRSAD et des entités Nom et Point d’accès contrôlé du modèle FRAD. Le Nomen est tout signe ou combinaison de signes permettant de faire référence à une entité.
Le type se distingue de l’entité du fait que les attributs et relations de celui-ci sont déclarés au niveau de l’entité générique, c’est-à-dire Nomen pour le type Identifiant, ou Groupe pour les types Famille ou Collectivité.
Les deux entités du modèle FRAD (Agence et Règles) servent à modéliser les processus internes des bibliothèques d’attribution de points  d’accès contrôlés et concerne les besoins des personnels de bibliothèques uniquement et pas tout type d'utilisateurs finaux. Ces deux entités ne font donc pas partie du domaine d’application fonctionnel du modèle intégré FRBR LRM.
Les entités du groupe 3 des FRBR (concept, objet, événement, lieu) sont considérées comme obsolètes dans le modèle intégré.

## Identifiant international de numéro de notice d'autorité
En plus du développement du modèle FRAR/FRAD, le groupe de travail sur les fonctionnalités requises et la numérotation des notices d'autorité (FRANAR) a été chargé d'étudier la faisabilité d'un identifiant international de numéro de notice d'autorité (International Standard Authority Data Number, ISADN),. Ce projet a été abandonné en 2008. Barbara A. Tillett considère que les identifiants de clusters utilisés par le fichier d'autorités international virtuel (Virtual International Authority File, VIAF) peuvent rendre le même service.